# زمینه‌چینی (زبان‌شناسی)
زمینه‌چینی (Feeding order) در واج‌شناسی زایشی، عملکرد ترتیب‌مند قاعده‌های واجی است که در آن عملکرد قاعدهٔ الف باعث ایجاد بافت آوایی لازم برای عملکرد قاعدهٔ ب می‌شود.
عملکرد ترتیب‌مند قاعده‌های واجی برای جلوگیری از تأثیر زمینه‌چینیِ قواعد، را عکس زمینه‌چینی counter-feeding می‌گویند.